# Giovanni Allevi
Giovanni Allevi est un compositeur et pianiste italien né à Ascoli Piceno le 9 avril 1969.

## Biographie
Allevi est Premier prix au conservatoire Francesco Morlacchi de Pérouse au piano en 1990 et en composition au conservatoire Giuseppe Verdi de Milan en 2001.
Il obtient la Laurea en philosophie en 1998 avec une thèse sur Le vide dans la Physique contemporaine.
Dès 1991, il commence à se produire en concert avec un répertoire classique de Chopin, Bach, Beethoven et Ravel mais aussi des compositions personnelles.
En 1995, il met en musique la tragédie Les Troyennes d'Euripide, et remporte au Festival International du Drame Antique de Syracuse le Prix spécial pour les meilleures musiques de scène,.
En 1997, il remporte les sélections internationales pour jeunes concertistes au Théâtre San Filippo de Turin.

Il tombe malade et pendant 3 ans il arrête de se produire pour se soigner. 
Le 7 février 2024 il se produit devant le public de Sanremo pendant la deuxième soirée du festival italien de musique de Sanremo 

## Carrière musicale

### Les débuts
Il est présenté à Lorenzo Cherubini (Jovanotti) par le bassiste de celui-ci, Saturnino Celani, lui-même originaire de Ascoli Piceno, ce qui lui permettra de publier son premier album sous le label de Jovanotti Soleluna sous le nom de 13 Dita ('13 doigts') en 1997.
Il collabore par la suite avec Saturnino et Jovanotti, notamment en faisant la première partie lors de la tournée L'Albero de Jovanotti lors de laquelle il joue quelques morceaux de 13 Dita.
En 1998, toujours avec Saturnino comme producteur, il réalise la bande originale du court-métrage Venceremos présenté au Sundance Film Festival.
En 1999, la musicienne japonaise Nanae Mimura, soliste de marimba, transcrit pour son instrument quelques morceaux de 13 Dita,, et les joue au théâtre de Tokyo et en concert au Weill Recital Hall de New York.
13 Dita salué par la critique, Allevi est de nouveau invité par Jovanotti à participer en tant que pianiste à sa tournée Il quinto mondo en 2002, pour laquelle il s'occupe également des arrangements des seize musiciens. Il joue même dans le spectacle Piano Karate, un morceau de son nouvel album, Composizioni.
En juin 2004, Allevi entame une tournée internationale depuis la scène du HKAPA Concert Hall de Hong Kong, une salle de 382 places.
En 2004, il enseigne la musique dans un collège de Milan.
Le 6 mars 2005, il donne un concert gratuit sur la scène du Blue note à New York avec d'autres artistes italiens, concert organisé par l'Institut italien de la culture sous le nom de Jazz italiano a New York, pour un public principalement italien.
Il est invité à tenir un séminaire sur "La musique de notre temps" à l'Université de Pédagogie de Stuttgart et sur "Le rapport entre la musique et la philosophie" à la School of Philosophy de New York.
Le Baltimora Opera House lui commande la réécriture des récitatifs du Carmen de Bizet.
En avril 2005, Giovanni Allevi présente au Teatro Politeama de Palerme sa première œuvre pour piano et orchestre, "Foglie di Beslan" (Feuilles de Beslan), avec les 92 membres de l'Orchestre Symphonique Sicilien qui lui a commandé la composition.
Le 16 mai 2005, il publie son troisième album pour piano seul: "No Concept", qu'il amène notamment en Chine et à New-York. Le morceau "Come sei veramente" (Comme tu es vraiment), extrait de cet album, a été choisi par le réalisateur Spike Lee comme bande originale du spot publicitaire qu'il réalise pour BMW,. Depuis septembre 2005, No Concept est aussi publié en Allemagne et en Corée.
Le 29 septembre 2006 sort son quatrième album, toujours pour piano seul, intitulé Joy, qui obtient en 2007 un disque d'or ayant vendu plus de 50 000 copies. Allevi croise cette année là Luciano Ligabue sur de nombreuses dates de sa tournée acoustique. Son disque reste 100 semaines consécutives dans le classement Fimi/Nielsen et 150 000 copies sont vendues,.

### Travaux récents
En 2007 il accompagne au piano Simone Cristicchi sur le morceau Lettera da Volterra sur l'album Dall'altra parte del cancello.
Cette même année son morceau Back to life est choisi pour illustrer le spot de la nouvelle Fiat 500.
Allevi a écrit l' Hymne officiel des Marches présenté en septembre 2007 .
Le 12 octobre de la même année, il publie Allevilive, un double CD contenant 26 morceaux de ses 4 précédents albums et un inédit, Aria.
Le 30 novembre 2007 sort son premier DVD, Joy tour 2007, présenté en avant-première à l'université IULM de Milan.
Du 11 au 21 décembre 2007, il est en tournée avec l'ensemble de chambre de la Philharmonie de Berlin.
Le 13 juin 2008 sort son cinquième album, pour piano et orchestre, Evolution, le premier album dans lequel Allevi joue accompagné par un orchestre symphonique.
En 2009, il joue du piano sur le dernier disque de Claudio Baglioni, Q.P.G.A., sur la chanson Fiumicino.
Le 28 septembre 2010 sort son sixième album, pour piano seul, Alien qui précède à partir de novembre 2010 l'Alien Tour 2011.
Le 30 avril 2012 sort pour la France la compilation Secret Love, qui comprend des morceaux live en fin de disque.

### Concert au Sénat italien

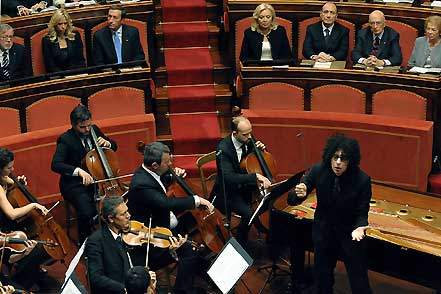
Giovanni Allevi au concert de Noël

Le 21 décembre 2008 il dirige le concert de Noël au Sénat italien. Allevi dirige l'orchestre "I virtuosi italiani" (Les virtuoses italiens). Outre ses propres compositions, il exécute à cette occasion des œuvres de Puccini, à la veille du cent-cinquantenaire de sa naissance. Les bénéfices du concert furent reversés à l'Hôpital pédiatrique Bambino Gesù de Rome (Vatican) et l'évènement fut retransmis en direct sur Rai 1.

#### Querelle entre Uto Ughi et Allevi
À la suite de ce concert nait une polémique, déclenchée par l'interview accordée par Uto Ughi au journal La Stampa dans laquelle le célèbre violoniste critique violemment Allevi et sa musique, se déclarant même offensé par son succès. Allevi lui répond dans ce même journal en l'accusant de défendre des intérêts de caste.
S'ensuivra un débat de passionnés de part et d'autre, à tel point que la revue Classic Voice, le 6 mars 2009, décide de publier un livre sur l'affaire dont le titre est Beethoven non è Zucchero (Beethoven n'est pas Zucchero).

## Prix et récompenses
En 2005 Allevi reçoit deux récompenses: à Vienne il reçoit le prix "Bösendorfer Artist" pour la "portée internationale de son expression artistique" et le prix "Recanati Forever per la musica".
Le 18 septembre 2006, à l'Arena Flegrea de Naples, il reçoit le prix Carosone en tant que meilleur pianiste de l'année "pour le sens mélodique de sa manière de jouer, [...] parce qu'il évolue au-delà de toute barrière de genre, en dehors de quelque catégorie ou définition que ce soit", l'annonce le directeur artistique du prix, Federico Vacalebre.
Le 30 mars 2007 au Théâtre Rossini de Gioia del Colle Giovanni Allevi a reçu le Magna Grecia Awards Mention Spéciale Giovanni Paisiello, en tant que musicien de l'âme. Le 2 avril 2007 au Théâtre Grandinetti de Lamezia Terme il reçoit le "Riccio d'Argento" de Fatti di Musica, prix pour la musique live d'auteur qu'il recevra également en 2011.
Le 15 octobre 2008 Allevi gagne la première édition du prix "12 apostoli-riconoscimento all'arte" né au restaurant 12 Apostoli de Vérone, petit frère du prix "12 Apostoli", qui chaque année récompense un journaliste-écrivain.
Le 21 mai 2011, pour "La musica in testa", publié par les éditions Rizzoli, il reçoit le prix Elsa Morante Ragazzi (Elsa Morante jeunesse).
Le 27 décembre 2011 il devient Chevalier de l'Ordre du Mérite de la République italienne, insigne remis par le président Giorgio Napolitano,.
Le 21 janvier 2012, Giovanni Allevi fut invité d'honneur de la "IX° édition de la Journée du diplômé" organisée par l'Université de Macerata, au sein de laquelle il se diplôma en 1998: il est alors primé en tant que "Diplômé de l'année" à l'Auditorium San Paolo (Piazza della Libertà, Macerata).
Le 15 juin 2012 il fut l'invité d'honneur de la cérémonie de remise de prix du XLV° Concours d’Art et de Culture "Istria Nobilissima" en Slovénie: il reçoit alors le prix spécial « pour son grand engagement dans la promotion de la culture italienne dans le monde ».

## Définition du style d'Allevi
Allevi se définit comme un compositeur de musique contemporaine. D'autres artistes et différents critiques ont émis des avis différents. Le musicologue Stefano Biosa prétend que sa musique est minimaliste, « édulcorée et captivante », qui « pour partie s'inspire, simplifiée, de certaines atmosphères du Keith Jarrett des années 70, de Michael Nyman et autres compositeurs minimalistes ». Le critique musical Alberto Barbadoro considère sa musique comme étant de matrice pop « banale, pauvre » parce que sans « aucune recherche », et classable comme « musique de divertissement du type Schlaks, Clayderman ». Ramin Bahrami, pianiste: « Allevi mise sur des mélodies faciles et se donne comme le prophète de la musique classique ». Tino Cennamo, dirigeant de Ricordi, serait prêt à signer avec lui: « Dans le filon de la musque moderne, entre la contemporaine et la pop, un genre très en vogue dans les pays anglo-saxons. Après Einaudi, il représente le nouveau phénomène de la musique italienne ».
Enfin le site suisse « Schwingende Klangwelt », qui vend les disques de Allevi, dans la recension du disque Joy, prétend que « le jeune pianiste et compositeur est régulièrement dans les tops des ventes italiens de disques pop, puisque ses morceaux qui rentrent dans la tête, qui s'appuient sur la tradition classique mais la mélangent avec des éléments de pop et de jazz, sont des petits airs qui ne s'oublient pas. Allevi écrit et joue d'une main légère des mélodies qui sont bien faites et sont parfaites en tant que relaxant passe-temps du soir, sans être ennuyeuses. Beaucoup de ses morceaux transmettent une nonchalance toute italienne et mettent de bonne humeur. Un CD pour tous les fans d'Einaudi »
, le situant dans la musique pop lui aussi, toujours dans le sillage de Ludovico Einaudi.